# 貝勒 (永璂系)
永璂系貝勒，清朝世袭貝勒。嘉慶四年（1799年），乾隆帝第十二子永璂追封貝勒，未得世袭罔替，每次襲封需遞降一級，一共传了五代六位。

## 永璂系貝勒
- 追封：貝勒永璂 1799年追封，無嗣
- 1819年—1848年：貝勒綿偲 永璂養子，初封貝子，1838年進貝勒
- 1849年—1856年：貝子奕縉 綿偲一子，降爵為貝子，無嗣
- 1857年—1866年：奉恩鎮國公奕繕 綿偲三子，降爵為奉恩鎮國公，無嗣
- 1867年—1918年：不入八分鎮國公載岐 奕繕養子，降爵為不入八分鎮國公
- 1929年—？：不入八分鎮國公溥勝 載岐二子

### 綿偲支系
- 1799年—1819年：貝勒綿懃 永璂養子，初封頭等鎮國將軍，1801年進奉恩鎮國公，1819年襲貝子

### 奕縉支系
- 1820年—1849年：三等鎮國將軍奕縉 綿懃一子，1848年進一等鎮國將軍，1849年襲貝子

### 奕繕支系
- 1820年—1857年：三等鎮國將軍奕繕 綿懃三子，1857年襲奉恩鎮國公